# Air Staff (Vereinigte Staaten)

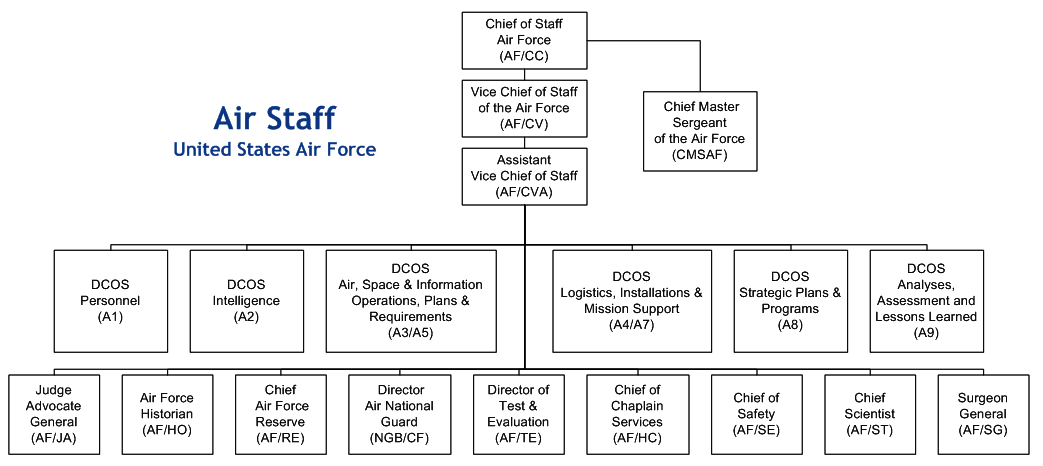
Übersicht über den Air Staff

Der Air Staff ist der Generalstab der US Air Force und wird vom Chief of Staff of the Air Force (CSAF) geführt. Der Air Staff unterstützt und berät den CSAF bei seiner Arbeit. Der CSAF stellt zudem das Verbindungsglied zum Secretary of the Air Force dar.

## Mitglieder des Air Staff
- Chief of Staff of the Air Force
- Vice Chief of Staff
- Assistant Vice Chief of Staff
- Chief Master Sergeant of the Air Force
  - Deputy Chief of Staff for Personnel
  - Deputy Chief of Staff for Operations
  - Deputy Chief of Staff for Installations & Logistics
  - Deputy Chief of Staff for Plans & Programs
  - Chief of Security Forces
  - Chief of Communication & Information
  - Judge Advocate General
  - Surgeon General of the United States Air Force
  - Air Force Historian
  - Chief of the Air Force Reserve
  - Chief of the National Guard Bureau
  - Director of Tests and Evaluation
  - Chief of Chaplain Services
  - Chief of Safety
  - Chief Scientist